# ودات موریکی
ودات موریکی (انگلیسی: Vedat Muriqi؛ زادهٔ ۲۴ آوریل ۱۹۹۴) بازیکن فوتبال اهل آلبانی است.
از باشگاه‌هایی که در آن بازی کرده‌است می‌توان به باشگاه فوتبال تئوتا و باشگاه ورزشی لاتزیو اشاره کرد.
وی همچنین در تیم‌های ملی فوتبال زیر ۲۱ سال کوزوو، زیر ۲۱ سال آلبانی، و کوزوو بازی کرده‌است.